# Беренс, Бетти
Бе́тти Бе́ренс (англ. Betty Behrens, полное имя — Кэтрин Бетти Эбигейл Беренс, 24 апреля 1904 — 1989) — британский историк и академик. Ее ранние интересы включали Генриха VIII, Карла II и ранний современный период английской истории, а ее последующие исследования были сосредоточены на Старом режиме. Она была избрана членом Ньюнхэм Колледжа в Кембридже в 1935 году и стала членом Клэр Холл в Кембридже после публикации книги «Старый режим» (1967), благодаря которой она приобрела международную известность.

## Биография
Беренс родилась 24 апреля 1904 года в Лондоне, Англия. Её отец — Ноэль Эдвард Беренс (1879—1967), еврейский государственный служащий и банкир — унаследовал от отца большую сумму денег. Ее матерью была Вивьен Беренс (1880—1961), дочь сэра Сесила Труса, была христианкой. Она училась дома рядом гувернанток и никогда не посещала школу. Бетти говорила на французском и английском языках с раннего возраста, а затем выучила немецкий.
В 1923 году Беренс поступила в Леди-Маргарет-Холл в Оксфорде для изучения современной истории. Она закончила в 1926 году и получила степень бакалавра гуманитарных наук (BA) первого класса. Она была удостоена стипендии Содружества в Колледже Рэдклиффа, женском гуманитарном колледже в Кембридже, штат Массачусетс, США, в 1928 году.
Вернувшись в Соединенное Королевство, Беренс занимал исследовательские должности в Бедфордском колледже в Лондоне и в Университетском колледже в Оксфорде. В 1935 году она была избрана членом Ньюнхем колледжа в Кембридже. Кроме того, она была назначена ассистентом лектора на историческом факультете Кембриджского университета в 1938 году и получила звание лектора в следующем году. Ее исследования в середине 1930-х годов были сосредоточены на Генрихе VIII, и она опубликовала ряд статей об этом периоде, включая его развод и постоянных дипломатов. Ее интересы переместились в более позднюю английскую историю, и она опубликовала статью о Карле II в 1941 году.
Как и многие ученые, Беренс предложила свои услуги во время Второй мировой войны. Поэтому она ушла из академии на несколько лет, чтобы работать в Уайтхолле, где она, предположительно, была назначена военным транспортным министерством. После окончания войны она провела десять лет, изучая и анализируя роль торговых судов, контролируемых Великобританией, во время войны.